# Melocactus ernestii
Melocactus ernestii là một loài thực vật có hoa trong họ Cactaceae. Loài này được Vaupel mô tả khoa học đầu tiên năm 1920.

## Hình ảnh

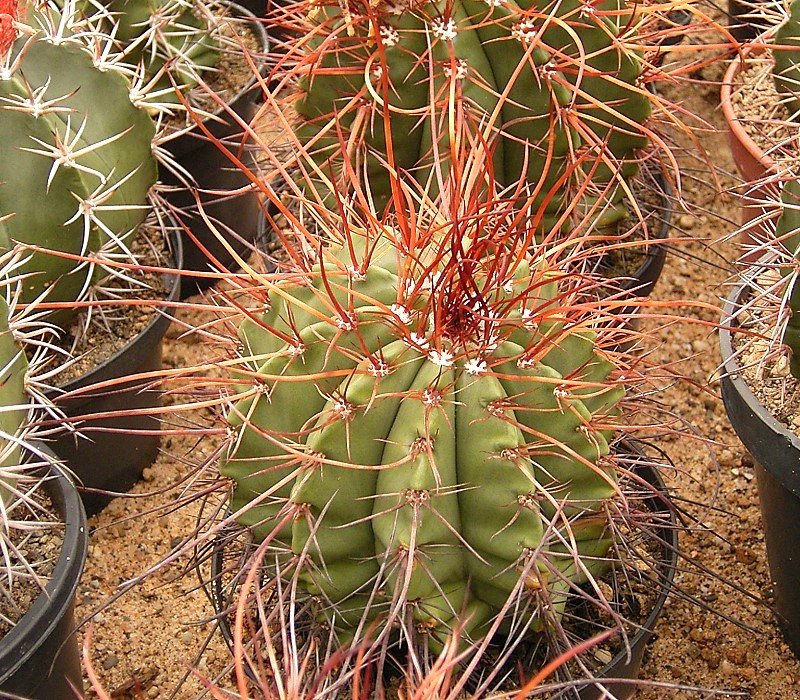
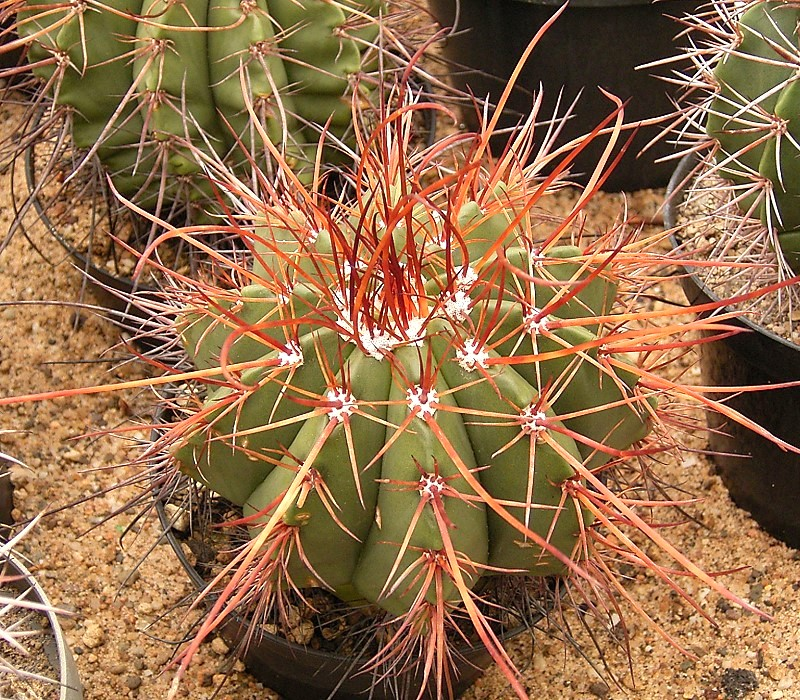